# Jan Vang Sørensen
Jan Vang Sørensen is een Deens professioneel pokerspeler en voormalig profvoetballer. Hij won onder meer het $2.500 Pot Limit Omaha-toernooi van de World Series of Poker 2002 (goed voor een hoofdprijs van $185.000,-) en het $5.000 Seven Card Stud-toernooi van de World Series of Poker 2005 (goed voor $293.275,-).
Sørensen won tot en met juni 2014 meer dan $2.150.000,- in pokertoernooien (cashgames niet meegerekend). Hij voetbalde voor onder meer Odense BK tot een knieblessure op zijn dertigste een einde maakte aan die carrière. Sørensen werd geboren met de achternaam Hansen, maar hij veranderde later zijn achternaam in die van zijn moeder.

## Pokercarrière
Sørensen maakte zijn entree in de professionele pokerwereld met een eerste geldprijsje in het $2.500 Seven Card Stud-toernooi van de World Series of Poker (WSOP) 1995. Zijn zestiende plaats was goed voor $3.500,-. Het $2.500 Pot Limit Omaha dat Sørensen in 2002 won, was 'pas' zijn derde geldprijs op de WSOP en zijn eerste finaletafel daar. Zijn tweede finaletafel volgde een jaar later op de World Series of Poker 2003, waarop hij achtste werd in het $1.500 Seven Card Stud-toernooi. Sørensens derde finaletafel (en zesde geldprijs) was in 2005 goed voor zijn tweede WSOP-titel. Op de World Series of Poker Europe 2007 speelde hij zich naar zijn eerste WSOP-finaletafel buiten de Verenigde Staten en zijn vierde in totaal. Hij eindigde er als negende in het £2.500 H.O.R.S.E-toernooi.
Sørensen bereikte in het $5.000 Championship Event - No Limit Hold'em van de Ultimate Poker Classic 2005 in Palm Beach voor het eerst het prijzengeld in een toernooi van de World Poker Tour (WPT). Zijn 94ste plaats was goed voor $6.000,-. Die prestatie deed hij een maand later verbleken in het $10.000 2nd Annual Doyle Brunson North American Poker Championship - No Limit Hold'em van het Bellagio Festa Al Lago IV in Las Vegas. Sørensen werd er vijfde achter winnaar Minh Ly, Dan Harrington, Gavin Smith en Don Zewin, goed voor $137.940,-.
Zijn eerste prijzengeld in een toernooi van de European Poker Tour (EPT) volgde voor Sørensen in februari 2008 in eigen land op de EPT Kopenhagen. Hij werd dertiende en streek daarmee $41.525,- op.

## Titels
Sørensen won ook verschillende toernooien die niet tot de officiële WSOP, WPT of EPT-evenementen behoren. Hieronder zijn onder meer:
- het DM 6.400 Seven Card Stud - Grand Slam Event van de European Open 1998 in Dortmund (goed voor $75.959,-)
- het Limit 7 Card Stud-toernooi van de 2nd Hohensburg Championships 1998 in Dortmund ($73.745,-)
- het $1.271 No Limit Hold'em-toernooi van de Helsinki Freezeout 1999 ($25.106,-)
- het $2.500 Pot Limit Omaha-toernooi van het Bellagio Five-Star World Poker Classic WPT Championship 2003 in Las Vegas ($78.570,-)
- het Danish Seven Card Stud Championship 2004 ($32.280,-)
- het €6.000 No Limit Hold'em-toernooi van de Master Classics of Poker 2008 ($800.972,-)

## WSOP
| Jaar                       | Toernooi               | Prijs      |
| -------------------------- | ---------------------- | ---------- |
| World Series of Poker 2002 | $2.500 Pot Limit Omaha | $185.000,- |
| World Series of Poker 2005 | $5.000 Seven Card Stud | $293.275,- |